# Пытки подозреваемых в теракте в «Крокус Сити Холле»
22 марта 2024 года произошёл теракт в «Крокус Сити Холле», жертвами которого стали не менее 145 человек, ещё 551 человек получил ранения. Большинство жертв погибли во время пожара, который устроила группа из 4 стрелков. С места теракта террористам удалось скрыться.
На следующий день, 23 марта ФСБ заявило о задержании 11 подозреваемых, в том числе 4 непосредственных участников нападения. Эти четверо подозреваемых были доставлены в Басманный суд со следами пыток. При этом 23 марта в Telegram-каналах начало распространяться видео, как одному из подозреваемых в теракте российские силовики отрезают ухо и заставляют его съесть, а 24 марта появились фотографии, как другого подозреваемого пытают электрическим током.

## Фон
В течение многих лет правозащитники сообщали об использовании пыток в России в отношении заключённых в колониях, задержанных в отделениях полиции и срочников в воинских частях. Однако юристы отмечали, что ранее пытки никогда не выставлялись российскими властями напоказ широкой общественности. Представительница кризисной группы СК SOS Александра Мирошникова утверждала, что ранее российские силовые структуры «любые утечки информации о пытках старались замять, обещали провести расследование и наказать виновных».
Однако на этом фоне выделялась ситуация на Северном Кавказе. Правозащитники отмечали массовое применение пыток во время войн в Чечне обеими сторонами конфликта. После установления федеральными войсками контроля над Чечней силовики
массово пытали людей по подозрению в ваххабизме. Александра Мирошникова отмечала, что «после терактов 1990-х и начала 2000-х у российского общества не возникало вопросов, почему с Чечней и чеченцами так поступают». Со временем в Чечне структуры Рамзана Кадырова расширили практику пыток от обвиняемых в терроризме до более широких слоев населения. Так, резонансным случаем стало похищение модератора чата оппозиционного телеграм-канала 1ADAT Салмана Тепсуркаева, которого заставили сесть на бутылку, а после предположительно убили. Тогда видео с издевательством над Тепсуркаевым было опубликовано в чеченских пабликах.
Также пытки были распространены в аннексированном Крыму.
После начала полномасштабной российско-украинской войны в СМИ стали появляться многочисленные свидетельства о пытках украинских военнопленных в российских СИЗО. В 2023 году Верховный комиссар ООН по правам человека Фолькер Тюрк заявил, что «пытки и другие виды жестокого обращения широко распространены в центрах содержания под стражей на оккупированных Россией территориях».

## Обстоятельства
23 марта 2024 года российские телеграм-каналы опубликовали 24-секундный ролик, на котором подозреваемый в совершении теракта Саидакрами Рачабализода, со связанными руками лежит на земле, его удерживает человек в камуфляже, после чего подозреваемому отрезают ухо ножом, а отрезанное ухо засовывают в рот со словами: «Жри, падла! Я тебе хуй отрежу и в рот засуну!». После того как ухо выпадает изо рта подозреваемого, видео обрывается. Ряд популярных российских провоенных каналов опубликовали данный видеоролик, снабдив его, как правило, нейтральными комментариями. На другом опубликованном видео тот же подозреваемый уже сидит с забинтованной головой, и человек за кадром ему говорит: «Отвечай как можешь! Я рядом сижу! У тебя одно ухо осталось!».
Позднее появилось ещё одно видео с задержанием этого подозреваемого, на нём можно было рассмотреть силовика, отрезавшего подозреваемому ухо. Ещё один участник задержания подозреваемого в теракте говорил: «Давайте ему ноги прострелим».
Также российский неонацист Евгений Рассказов («Топаз»), воюющий на Украине в составе ДШРГ «Русич», выложил фотографию окровавленного ножа, которым было отрезано ухо. Рассказов заявил, что это совершил один из его подписчиков, опубликовав фото неизвестного, у которого на шевроне был символ «Чёрное солнце», а лицо закрыто стикером, напоминающим эмблему 3-й танковой дивизии СС «Мертвая голова», также неонацист сообщил, что нож-«ухорез» будет выставлен на аукцион, позднее «лот был продан в частном порядке».
24 марта 2024 года телеграм-канал Grey Zone опубликовал фото с другим подозреваемым Шамсидином Фаридуни, которого пытали электротоком с помощью прибора связи ТА-57, клеммы которого подключены к гениталиям подозреваемого. В российских Z-каналах писали, что Фаридуни «подключили к зарядке» и ему «дали позвонить адвокату». Издание Русская служба Би-би-си отмечало, что телеграм-канал Grey Zone ранее был связан с ЧВК Вагнер, и в частности публиковал казнь Евгения Нужина кувалдой.
24 марта 2024 года подозреваемые предстали перед Басманным районным судом города Москвы, все со следами пыток, травм и побоев:
- Далерджон Баротович Мирзоев, доставлен в зал суда с обрывками пластикового пакета и скотча на шее. По данным Amnesty International, это свидетельствует о применении техники удушения, которая используется российскими правоохранительными органами[29]. На лице подозреваемого появились новые гематомы, которых не было на видео первого допроса, кадры которого публиковались российскими пропагандистами[3][30].
- Саидакрами Муродали Рачабализода, в зале суда появился с перевязанной головой, при задержании ему отрезали ухо[30][31][32].
- Шамсидин Фаридуни, доставлен в суд со следами побоев, гематомами и опухшей левой щекой[3][8][32].
- Мухаммадсобир Зокирчонович Файзов, на заседание доставлен в медицинском халате на голое тело, на складном кресле-каталке в сопровождении врачей, с установленным катетером[3][30]. СМИ сообщали, что при задержании Файзову был выдавлен глаз, а во время заседания суда он не реагировал на внешние раздражители[9][23][33].

При этом издание «Вёрстка» отметило, что российские государственные СМИ подчеркнули плачевное состояние подозреваемых на заседании суда. По словам источника «Вёрстки», среди сотрудников федерального телеканала, руководство поставило задачу «не рассказывать прямо, но делать акцент» о том, «как их нынешний внешний вид отличается от того, что сохранился в их соцсетях». По словам «Вёрстки», силовики ей сообщили, что публикация свидетельств пыток «была санкционирована». По словам одного из участников расследования теракта, «сожжённые яйца и отрезанное ухо — это только начало. Дальше будет, как пальцы по одному отрезают. Это профилактика. Пусть эти петухи знают, что на небе их не будут ждать девственницы. Такая демонстрация многих заставит задуматься о последствиях и убережёт от неверного шага». По словам другого силовика, российское население «требует крови и мести», поэтому и была публикация таких материалов.
Адвокаты по назначению, предоставленные подозреваемым, столкнулись с угрозами жизни. Неизвестные требовали от адвокатов отказаться от этого дела, иначе им грозили «отрезать уши» и «расправиться другими жуткими способами с ними и их семьями». Об этом сообщила Уполномоченный по правам человека в Российской Федерации Татьяна Москалькова. По её словам, ситуация была настолько серьёзной, что требовала вмешательства правоохранителей.

### Гибель Асхаба Успанова
29 марта 2024 года телеграм-канал «1ADAT» сообщил о гибели в отделении полиции Москвы уроженца Чечни Асхаба Успанова, задержанного в ночь после теракта в концертном зале «Крокус Сити Холл». По неподтверждённым данным 1ADAT, его запытали до смерти, а затем инсценировали самоубийство, утверждается, что у Успанова были сломаны рёбра и позвоночник, на его теле следы удушения и кровоподтёки. Уполномоченный по правам человека в Чеченской Республике Мансур Солтаев заявил, что Успанов не был связан с терактом.

## Реакция
Исламское государство, взявшее на себя ответственность за теракт, в газете «Ан-Наба», прокомментировало пытки подозреваемых в теракте: «Россия очень заинтересована в том, чтобы допрашивать пленных таким образом, чтобы это служило политическим конфликтам с её противниками и прикрывало потери, нанесенные ей моджахедами». 25 марта 2024 года, в ответ на задержание и пытки подозреваемых, Исламское государство пригрозило устроить новые «кровавые расправы» в России.

### Российские власти
Российские надзорные органы не увидели в пытках нарушений, а власти поддержали пытки подозреваемых и не отрицали их, хотя в российском законодательстве предусмотрено наказание для представителей власти, применивших пытки — до 12 лет лишения свободы, кроме того, запрет пыток установлен в международных документах по правам человека, которые ратифицировала Россия.
Пресс-секретарь президента России Дмитрий Песков отказался комментировать вопрос корреспондента CNN о следах насилия у обвиняемых, свидетельствующих о пытках: «синяки, опухшее лицо, забинтованная голова, вся в крови, один из них находится в инвалидной коляске и с закрытыми глазами».
Заместитель председателя Совбеза РФ Дмитрий Медведев назвал силовиков, которые захватывали подозреваемых, «молодцами», призвав убивать «всех. Кто платил, кто сочувствовал, кто помогал. Убить их всех».
Российский премьер-министр Михаил Мишустин заявил, что «виновные в теракте „не заслуживают пощады“».
Минобороны РФ объявило, что наградило силовиков, «отличившимся в ходе задержания террористов», медалями «За отвагу» и «За боевые отличия».
Издание «Вёрстка» отмечало, что ни одна из российских силовых структур не заявляла даже о проведении служебной проверки по факту этих событий.
Однако Уполномоченный по правам человека в Российской Федерации Татьяна Москалькова заявила: «Несмотря на то, что задержание преступников бывает в очень острой форме и уголовный закон предусматривает, что действия при задержании, связанные с нанесением вреда, не влекут ответственности, совершенно недопустимо применение пыток к задержанным и обвиняемым. Любые процессуальные оперативные действия нужно проводить в соответствии с законом». Но позднее Москалькова заявила: «Должна отметить, что у нас настолько цивилизованное и зрелое государство, что мы смогли избежать самосуда. Это очень и очень важно!».

### Таджикистан
12 апреля 2024 года министр иностранных дел Таджикистана Сироджиддин Мухриддин заявил, что «демонстрация в открытом информационном пространстве кадров задержания предполагаемых исполнителей террористического акта c применением пыток к ним в виде нанесения телесных увечий недопустима. Цена признаниям, добытым таким образом, всем хорошо известна».

### Правозащитники
Правозащитная организация «Команда против пыток» опубликовала заявление, в котором осудила насилие силовиков по отношению к подозреваемым: «В этот раз все мы стали свидетелями не только чудовищного теракта, но и публичной пытки — это способ парализовать людей страхом и сделать все общество косвенными жертвами насилия».
Правозащитные организации «Общественный вердикт», ОВД-Инфо, «Гражданин. Армия. Право», «Мемориал», «За права человека», «Гражданский контроль» выпустили совместное заявление с осуждением насилия над задержанными. Они заявили: «Пытки, которыми гордятся и демонстративно предъявляют обществу, — это путь к дальнейшему расширению рамок допустимого насилия в обществе и нормализации преступности в самих правоохранительных органах. Если те, кто должен бороться с преступностью и террором, сами совершают преступления и отчитываются о них как о достижениях в борьбе с террором, то следующий шаг — это полный отказ от соблюдения запрета пыток». Кроме того, правозащитники отмечали, что выбитые насилием показания могут повести следствие по ложному пути, потому как задержанные будут говорить не правду, а то, что от них хотят услышать.
Международная организация по защите прав человека Amnesty International осудило пытки задержанных, отметив, что установление истины несовместимо с пытками подозреваемых. Human Rights Watch заявило о недопустимости героизации пыток.

## Оценки
Юристы и общественные организации отмечали, что, хотя российские силовики и раньше применяли пытки во время следствия, но прежде они не делали это настолько явно и показательно. Так, издание Meduza отметила, что обвиняемые в теракте в Петербургском метрополитене 2017 года рассказывали о пытках в «секретной тюрьме» ФСБ.
Эксперты отмечали, что повышение градуса насилия в российском обществе усилило вероятность возвращения в России применения смертной казни. Также глава «Команды против пыток» Сергей Бабинец отмечал, что безнаказанность пыток со стороны силовиков способна привести к деградации всего института правоохранительной деятельности, а практика пыток в дальнейшем могла бы быть расширена на широкий круг лиц. При этом Бабанец отмечал, что «чаще всего пытки применяются к подозреваемым, то есть тем, кто не признан по решению суда виновным, и, возможно, не имеет отношения к делу», а публичное насилие власти используют для самоутверждения.
Социолог Алексей Левинсон отмечал, что «часть общества верит в идею, которая подогревается в обществе, что „враг“ поставил себя вне человеческого закона. Поэтому, считают они, с ним можно сделать, что угодно».
Исследователь Йельского университета Кирилл Титаев отмечал: «Я ни в коем случае не защищаю пытки, но у них всегда есть какой-то рациональный аргумент — получить проверяемую информацию. Например, в квартире по такому-то адресу лежит бомба. В данной же ситуации, когда человека истязают, хотят получить информацию, которую нельзя проверить. „Скажи, кто заказчик: Украина? Америка?“ Человек скажет все что угодно, чтобы остановить издевательства».
Издание Meduza отмечало, что действия силовиков по отношению к подозреваемым могли бы подпасть под статьи УК РФ: 286 УК РФ «Превышение должностных полномочий» и ст 111 УК РФ «Умышленное причинение тяжкого вреда здоровью». При этом журналисты отмечали, что с 2022 года в ст 286 УК РФ действуют части 4 и 5 ст, предусматривающие ответственность за пытки при превышении должностных полномочий. Однако издание Meduza констатировало, что ст. 286 практически не работает в российской правоохранительной системе.